# XP Voodoo
X.P. Voodoo (настоящее имя Тимур Мамедов) — один из родоначальников российского клубного, техно- и рейв движения.

## Семья
Родился в Баку, в семье, из которой вышли оперный певец, народный артист АзССР, солист Азербайджанского театра оперы и балета Мурсал Бадиров и тарист-вундеркинд Гаджи Мамедов.
Отец — азербайджанский учёный-нефтяник Юсуф Мамедов.

## Клубная деятельность
- 1991 г. – Вечеринка Gagarin Party
- 1993 г. — Вечеринка в МДМ «Ёжики в тумане» (совместно с Алексеем Хаасом и Виктором Змеем)
- 1993—1994 гг. — учредил первый в России промоутерский блок «ТТ фантом дизайн». Провёл серию вечеринок «Рэйволюция».
- 1994 г. — совместно с Тимуром Ланским (?) открывает клуб «АЭРОДАНС»[2].
- 1994 г. — 1996 г. является промоутером легендарных московских клубов «АэроDance» и «Chill Out Planet».
- 1995 г. — организует первый в России рэйв «Орбита».
- 1996 г. — «ОРБИТА РЭЙВ-2», первый в России Open air FLUROPOWER[3].
- 1996 г. — 1997 гг. — открывает клуб Э. Т. Л. «LESS»
- 1997 г. — открывает клуб П. В. К. «Плазма»
- 1998 г. — зима-весна — организует серию вечеринок в Гоа, Индия

С 2000 года живёт в Гоа (Индия), где проводит крупнейшие мероприятия и фестивали EDM.

## Радио
Декабрь 1995 — декабрь 1997, май 1998 — лето 2000 — ведущий программы «Дети Подземелья» на радио «Станция 106,8 FM» («Станция 2000»).

## Миксы
- X.P. VooDoo — Reactor Power (1998) — «Золотой микс»[4]
- X.P. VooDoo — Утренний свежак[5]
- X.P. VooDoo — C X.P.Stols[6]
- X.P. VooDoo — Грибной Дождь[7]
- X.P. VooDoo — OX.P. уенный mix (1999)
- X.P. VooDoo — Балдини[8]
- X.P. VooDoo — Патока[9]
- X.P. VooDoo — Solipse D.A.T. mix
- X.P. VooDoo — Top 10 mix
- X.P. VooDoo — The Mystery Of XP (2002)[10]
- Aerodance — Acidance records(2002)
- Hi-Tech Pleasures (2004)
- X.P. VooDoo — Dream City (2005)[11]
- Hi-Tech Pleasures, vol II (2006) (Crystal Matrix records)[12]
- Full Power (2006) (Sirius records)[13]